# Храм Покрова Пресвете Богородице у Лакташима
Храм Покрова Пресвете Богородице у Лакташима је храм Српске православне цркве и припада Епархији бањалучкој. Градња храма је започета 1992.године, а темеље храма освештао је Патријарх српски Павле. Грађен је у византијском стилу, са три куполе и торњем високим 40 метара и једна је од највећих православних цркава у Републици Српској. Градња је прекинута због рата у Босни и Херцеговини и настављена пет година касније када је владика Јефрем освештао лакташку парохију.
Градња је завршена 2007. када је храм и освештан уз присуство владике бањалучког господина Јефрема, епископа зворничко-тузланског Василија, загребачко-љубљанског Јована уз саслужење великог броја свештеника. Градња храма коштала је више од два милиона марака од којих је значајан дио новца уложила општина Лакташи. Поред општине значајну помоћ у изградњи дали су Влада Републике Српске и тадашњи премијер Милорад Додик.
Купола храма висока је 26 метара, а звоник се издиже на висину од 40 метара. У овој цркви се налази и један од највећих иконостаца у храмовима Српске православне цркве уопште. Иконостас је ручно рађен од храстовог дрвета са дуборезом који на многим мјестима пролази кроз дрво тако да се види и унутрашњост олтарског простора. На иконостасу је осликао 66 икона високог квалитета.